# The Secret Code (seriado)
The Secret Code é um seriado estadunidense de 1942, o 19º entre os 57 seriados realizados pela Columbia Pictures. Sob a direção de Spencer Gordon Bennet e estrelado por Paul Kelly e Anne Nagel, apresenta o herói mascarado "The Black Commando" (no Brasil, “Comando Negro”), que enfrenta sabotadores nazistas, inspirado pelo sucesso alcançado pela Republic Pictures com Spy Smasher, produzido no mesmo ano. Cada capítulo do seriado terminava com uma breve demonstração criptografada.
O seriado foi relançado em 19 de fevereiro de 1953.

## Sinopse
A trama do seriado transcorre durante a Segunda Guerra Mundial, quando o herói tenta evitar o roubo de uma fórmula secreta pelos nazistas. A espionagem é liderada pelo quinto colunista Rudy Thyssen, que está tentando obter a posse desta fórmula ultra-secreta que os Estados Unidos tinham desenvolvido para a fabricação de borracha sintética. O tenente Dan Barton (Paul Kelly) infiltra-se entre os espiões, e concomitantemente, sob o disfarce de Comando Negro, ajudado pela repórter Jean Ashley (Anne Nagel) e por seu colega Pat Flanagan (Clancy Cooper), localiza o código secreto dos inimigos, desmascarando o chefe da quadrilha. Como um valor acrescentado, no final de cada episódio é dada, à platéia entusiasmada, uma breve palestra sobre a resolução complexa das mensagens secretas.

## Elenco
- Paul Kelly … Tenente Dan Barton/ Comando Negro
- Anne Nagel … Jean Ashley
- Trevor Bardette … Jensen
- Robert O. Davis … Rudi Thysson
- Clancy Cooper … DS Pat Flanagan
- Gregory Gay … Feldon, agente nazista
- Louis Donath … Professor Metzger
- Beal Wong … Quito
- Eddie Parker … Berk
- Wade Boteler … Burns, chefe de polícia
- Charles C. Wilson … Cullen
- Alex Callam … P.I. Hogan
- Robert Fiske … P.I. Ryan
- Selmer Jackson … Major Henry Barton
- Jacqueline Dalya … Linda
- Eddie Polo (não-creditado)
- Tom London (não-creditado)

## Produção
O herói, Comando Negro, foi criado após Spy Smasher. O seriado da Republic Pictures Spy Smasher havia sido realizado sete meses antes de The Secret Code, no mesmo ano de 1942. A Columbia Pictures advertiu que The Secret Code incluía as frases "Smash spies with the Secret Service" e "Thrill again to spy smashers' biggest chase!".
Cada capítulo terminava com uma demonstração rápida em criptografia e um "breve aviso patriótico", atribuído a Selmer Jackson. Cline as descreve como "propaganda in its basic form...delivered in the most effective way possible - by a respected authority figure in the person of one of Hollywood's most credible actors".

## Cliffhanger
Como todo seriado da época, os cliffhangers foram muitos, mas destaca-se especialmente aquele em que o Comando Negro luta com o piloto do avião, a aeronave é alvejada pela artilharia anti-aérea e explode. No capítulo seguinte, percebe-se o piloto descendo de pára-quedas, o Comando Negro agarrando-se a ele e o fim da briga em terra firme.

## Crítica
Harmon e Glut consideram este seriado acima da média entre as produções da Columbia Pictures.

## Capítulos
1. Enemy Passport
2. The Shadow of the Swastika
3. Nerve Gas
4. The Sea Spy Strikes
5. Wireless Warning
6. Flaming Oil
7. Submarine Signal
8. The Missing Key
9. The Radio Bomb
10. Blind Bombardment
11. Ears of the Enemy
12. Scourge of the Orient
13. Pawn of the Spy Ring
14. Dead Men of the Deep
15. The Secret Code Smashed

Fonte: